# Tipula palenca
Tipula palenca är en tvåvingeart som beskrevs av Alexander 1944. Tipula palenca ingår i släktet Tipula och familjen storharkrankar.
Artens utbredningsområde är Venezuela. Inga underarter finns listade i Catalogue of Life.